# Seznam dílů seriálu Kačeří příběhy
Toto je seznam dílů seriálu Kačeří příběhy, na TV Nova uváděný též jako My z Kačerova. Americký animovaný televizní seriál Kačeří příběhy byl v USA odvysílaný od 18. září 1987 do 28. listopadu 1990. V Československu, resp. v Česku měl seriál premiéru v roce 1991, postupně bylo odvysíláno všech 100 dílů (101 segmentů). Nejprve bylo v roce 1991 v Československé televizi odvysíláno prvních 52 dílů (53 segmentů), potom bylo v roce 1993 v České televizi odvysíláno dalších 39 dílů, a nakonec bylo v roce 1994 na TV Nova odvysíláno posledních 9 dílů. Bylo tak odvysíláno kompletních 100 dílů (101 segmentů). Navíc byl mezi 3. a 4. řadou vyrobený celovečerní film Kačeří příběhy: Poklad ze ztracené lampy.

## Přehled řad
| Řada | Díly | Premiéra v USA     | Premiéra v USA     | Premiéra v ČR | Premiéra v ČR |
| Řada | Díly | První díl          | Poslední díl       | První díl     | Poslední díl  |
| ---- | ---- | ------------------ | ------------------ | ------------- | ------------- |
| 1    | 65   | 18. září 1987      | 1. ledna 1988      | 1991          | 1993          |
| 2    | 10   | 24. listopadu 1988 | 26. března 1989    | 1993          | 1993          |
| 3    | 18   | 18. září 1989      | 11. února 1990     | 1993          | 1994          |
| 4    | 7    | 10. září 1990      | 28. listopadu 1990 | 1994          | 1994          |

## Seznam dílů

### 1. Řada (1987-1988)
| Č. v seriálu | Č. v řadě | Původní název                                                 | Český název                                                                                            | Režie                    | Scénář                                                                         | Premiéra v USA     | Premiéra v ČR |
| ------------ | --------- | ------------------------------------------------------------- | --- | ------------------------ | ------------------------------------------------------------------------------ | ------------------ | ------------- |
| 1            | 1         | Don't Give Up the Ship The Treasure of the Golden Suns 1/5    | Neopouštějte loď! Zachraňte loď                                                                        | Alan Zaslove             | námět: Mark Zaslove scénář: Jymn Magon a Bruce Talkington                      | 18. září 1987      | 1991          |
| 2            | 2         | Wronguay in Ronguay The Treasure of the Golden Suns 2/5       | Patálie s pokladem Loď na poušti                                                                       | Steve Clark              | námět: Jymn Magon a Bruce Talkington scénář: Mark Zaslove                      | 18. září 1987      | 1991          |
| 3            | 3         | Three Ducks of the Condor The Treasure of the Golden Suns 3/5 | Tři kachny kondora Tři kačeři na kondoru                                                               | Alan Zaslove             | námět: Mark Zaslove scénář: Jymn Magon a Bruce Talkington                      | 18. září 1987      | 1991          |
| 4            | 4         | Cold Duck The Treasure of the Golden Suns 4/5                 | Studená kachna V zajetí ledu                                                                           | Terence Harrison         | námět: Jymn Magon a Bruce Talkington scénář: Mark Zaslove                      | 18. září 1987      | 1991          |
| 5            | 5         | Too Much of a Gold Thing The Treasure of the Golden Suns 5/5  | Příliš mnoho zlata škodí Všeho moc škodí                                                               | Alan Zaslove             | Jymn Magon, Bruce Talkington a Mark Zaslove                                    | 18. září 1987      | 1991          |
| 6            | 6         | Send in the Clones                                            | Mezi námi dvojníky Vypusťte klony                                                                      | Alan Zaslove             | námět: Astrid Ryterband scénář: Ken Koonce a David Weimers                     | 21. září 1987      | 1991          |
| 7            | 7         | Sphinx for the Memories                                       | Sfinga na věčné časy Donald málem králem                                                               | David Block              | Michael Keyes                                                                  | 22. září 1987      | 1991          |
| 8            | 8         | Where No Duck Has Gone Before                                 | Kam noha kačerova ještě nevkročila Kam kačeří noha nevkročila                                          | David Block              | Len Uhley                                                                      | 23. září 1987      | 1991          |
| 9            | 9         | Armstrong                                                     | Pašák Vazoun                                                                                           | Alan Zaslove             | Michael Keyes                                                                  | 24. září 1987      | 1991          |
| 10           | 10        | Robot Robbers                                                 | Roboti rabijáci Robolupiči                                                                             | Alan Zaslove             | námět: Carl Barks                                                              | 25. září 1987      | 1991          |
| 11           | 11        | Magica's Shadow War                                           | Válka stínů Válka se stíny                                                                             | David Block              | Randy Lofficier                                                                | 28. září 1987      | 1991          |
| 12           | 12        | Master of the Djinni                                          | Kdo je pánem džina Komu patří džin                                                                     | Alan Zaslove             | Sam Joseph a Manette Beth Rosen                                                | 29. září 1987      | 1991          |
| 13           | 13        | Hotel Strangeduck                                             | Hotel Kačerštejn Hotel Kačerburg                                                                       | Alan Zaslove             | Richard Merwin                                                                 | 30. září 1987      | 1991          |
| 14           | 14        | Lost Crown of Genghis Khan                                    | Ztracená koruna Čingischánova                                                                          | Alan Zaslove             | námět: Carl Barks scénář: Anthony Adams                                        | 1. října 1987      | 1991          |
| 15           | 15        | Duckman of Aquatraz                                           | Kačer z Akvatrazu Zajatec v Aquatrazu                                                                  | Steve Clark              | Francis Moss                                                                   | 2. října 1987      | 1991          |
| 16           | 16        | The Money Vanishes                                            | Prachy v čudu Peníze v tahu                                                                            | Steve Clark              | David Schwartz                                                                 | 5. října 1987      | 1991          |
| 17           | 17        | Sir Gyro de Gearloose                                         | Pan Šikula z Kutilova Rytíř Šikula                                                                     | Steve Clark              | Mark Zaslove                                                                   | 6. října 1987      | 1991          |
| 18           | 18        | Dinosaur Ducks                                                | Kachnosaurus Dinokačeři                                                                                | Alan Zaslove             | Ken Koonce a David Weimers                                                     | 7. října 1987      | 1991          |
| 19           | 19        | Hero for Hire                                                 | Hrdina k Vašim službám Hrdina k pronájmu                                                               | Steve Clark              | Ken Koonce a David Weimers                                                     | 8. října 1987      | 1991          |
| 20           | 20        | Superdoo!                                                     | Superňouma Supermňam                                                                                   | Steve Clark              | Michael Keyes                                                                  | 9. října 1987      | 1991          |
| 21           | 21        | Maid of the Myth                                              | Dívka z mýtů Mýtická dívka                                                                             | Alan Zaslove             | Anthony Adams                                                                  | 12. října 1987     | 1991          |
| 22           | 22        | Down & Out in Duckburg                                        | Skrblík na mizině V Kačerově pod mostem                                                                | Terence Harrison         | Ken Koonce a David Weimers                                                     | 13. října 1987     | 1991          |
| 23           | 23        | Much Ado About Scrooge                                        | Mnoho povyku kolem Skrblíků Mnoho povyku pro Skrblíka                                                  | David Block              | Michael Keyes                                                                  | 14. října 1987     | 1991          |
| 24           | 24        | Top Duck                                                      | Šampion Vzdušné eso                                                                                    | Alan Zaslove             | Richard Merwin                                                                 | 15. října 1987     | 1991          |
| 25           | 25        | Pearl of Wisdom                                               | Perla Moudrosti                                                                                        | Alan Zaslove             | Richard Merwin                                                                 | 16. října 1987     | 1991          |
| 26           | 26        | The Curse of Castle McDuck                                    | Kletba skrblíkovského hradu Prokletí hradu McKačerů                                                    | Steve Clark              | Anthony Adams                                                                  | 19. října 1987     | 1991          |
| 27           | 27        | Launchpad's Civil War                                         | Rampa v čele občanské války Rampova občanská válka                                                     | Steve Clark              | Pamela Hickey a Dennys McCoy                                                   | 20. října 1987     | 1991          |
| 28           | 28        | Sweet Duck of Youth                                           | Sladké káče mládí Pramen mládí                                                                         | Steve Clark              | Ken Koonce a David Weimers                                                     | 21. října 1987     | 1991          |
| 29           | 29        | Earth Quack                                                   | Kachnotřesení Zemětřesení                                                                              | Alan Zaslove             | námět: Carl Barks scénář: Mark Young                                           | 22. října 1987     | 1991          |
| 30           | 30        | Home Sweet Homer                                              | Vítej domů drahý Homére Homérův hrdina                                                                 | Alan Zaslove             | Anthony Adams                                                                  | 23. října 1987     | 1991          |
| 31           | 31        | Bermuda Triangle Tangle                                       | Zádrhel Bermudského trojúhelníku Ztraceni v Bermudském trojúhelníku                                    | Steve Clark              | Frank Ridgeway                                                                 | 26. října 1987     | 1991          |
| 32           | 32        | Micro Ducks from Outer Space                                  | Mikrokačeři z vesmíru                                                                                  | Alan Zaslove             | námět: Carl Barks scénář: Jack Hanrahan a Eleanor Burian-Mohr                  | 27. října 1987     | 1991          |
| 33           | 33        | Back to the Klondike                                          | Návrat na Klondike                                                                                     | Steve Clark              | námět: Carl Barks scénář: Tedd Anasti a Patsy Cameron                          | 28. října 1987     | 1991          |
| 34           | 34        | Horse Scents                                                  | Zdravý koňský rozum Vůně koní                                                                          | Alan Zaslove             | Earl Kress                                                                     | 29. října 1987     | 1991          |
| 35           | 35        | Scrooge's Pet                                                 | Strýčkův mazlíček Skrblíkův mazlíček                                                                   | Steve Clark              | Jack Enyart                                                                    | 30. října 1987     | 1991          |
| 36           | 36        | A Drain on the Economy Catch as Cash Can 1/4                  | Utopené peníze Peníze spláchnuté do kanálu                                                             | Alan Zaslove             | námět: Jymn Magon, Bruce Talkington a Mark Zaslove scénář: Len Uhley           | 2. listopadu 1987  | 1991          |
| 37           | 37        | A Whale of a Bad Time Catch as Cash Can 2/4                   | Černá velryba Potíže s kosatkou                                                                        | Alan Zaslove             | námět: Jymn Magon, Bruce Talkington a Mark Zaslove scénář: Anthony Adams       | 3. listopadu 1987  | 1991          |
| 38           | 38        | Aqua Ducks Catch as Cash Can 3/4                              | Kačeři na dně Záchranná výprava                                                                        | Alan Zaslove             | námět: Jymn Magon, Bruce Talkington a Mark Zaslove scénář: Michael Keyes       | 4. listopadu 1987  | 1991          |
| 39           | 39        | Working for Scales Catch as Cash Can 4/4                      | Váhání nad váhami Nejbohatší kačer                                                                     | Terence Harrison         | námět: Jymn Magon, Bruce Talkington a Mark Zaslove scénář: Bruce Reid Schaefer | 5. listopadu 1987  | 1991          |
| 40           | 40        | Merit-Time Adventure                                          | Lov mořského svištíka Dobrodružství na moři                                                            | Alan Zaslove             | Sharman DiVono                                                                 | 6. listopadu 1987  | 1991          |
| 41           | 41        | The Golden Fleecing                                           | Srdce nad zlato Zlaté rouno                                                                            | Terence Harrison         | Ken Koonce a David Weimers                                                     | 16. listopadu 1987 | 1991          |
| 42           | 42        | Ducks of the West                                             | Kačeři na divokém západě Na divokém západě                                                             | David Block              | Richard Merwin                                                                 | 17. listopadu 1987 | 1991          |
| 43           | 43        | Time Teasers                                                  | Pokušitelé času Časostop                                                                               | David Block              | Anthony Adams                                                                  | 18. listopadu 1987 | 1991          |
| 44           | 44        | Back Out in the Outback                                       | Bušení v buši V divokém vnitrozemí                                                                     | David Block              | námět: James A. Markovich scénář: Richard Merwin                               | 19. listopadu 1987 | 1991          |
| 45           | 45        | Raiders of the Lost Harp                                      | Lupiči bájné harfy Dobyvatelé ztracené harfy                                                           | David Block              | Cherie Dee Wilkerson                                                           | 20. listopadu 1987 | 1991          |
| 46           | 46        | The Right Duck                                                | Správný kačer Kačer na správném místě                                                                  | Terence Harrison         | Ken Koonce a David Weimers                                                     | 23. listopadu 1987 | 1991          |
| 47           | 47        | Scroogerello                                                  | Skrbelka Skrbelák                                                                                      | Terence Harrison         | námět: John Pirillo scénář: Evelyn Gabai                                       | 24. listopadu 1987 | 1991          |
| 48           | 48        | Double-O-Duck                                                 | Agent 00 Kvák Agent nula nula kačer                                                                    | Terence Harrison         | Ken Koonce a David Weimers                                                     | 25. listopadu 1987 | 1991          |
| 49           | 49        | Luck o' The Ducks                                             | Kačeři očím nevěří Skřítek pro štěstí                                                                  | Terence Harrison         | Michael O'Mahony                                                               | 26. listopadu 1987 | 1991          |
| 50           | 50        | Duckworth's Revolt                                            | Johanova vzpoura Komorníkova vzpoura                                                                   | Terence Harrison         | Dale Hale                                                                      | 27. listopadu 1987 | 1991          |
| 51           | 51        | Magica's Magic MirrorTake Me Out of the Ballgame              | Magické zrcadlo čarodějky MagikyVyhoďte mě z kola ven Magičino kouzelné zrcadloTrenérem proti své vůli | Steve ClarkVincent Davis | Richard MerwinTedd Anasti                                                      | 30. listopadu 1987 | 1991          |
| 52           | 52        | Duck To The Future                                            | Kačeří budoucnost Temná budoucnost                                                                     | Terence Harrison         | Ken Koonce a David Weimers                                                     | 1. prosince 1987   | 1991          |
| 53           | 53        | Jungle Duck                                                   | Fantom džungle Kačer z džungle                                                                         | Terence Harrison         | námět: Evelyn Gabai, Jymn Magon a Bruce Talkington scénář: Judy Zook           | 2. prosince 1987   | 1993          |
| 54           | 54        | Launchpads First Crash                                        | Rampovo první ztroskotání                                                                              | Terence Harrison         | Anthony Adams a Michael Keyes                                                  | 3. prosince 1987   | 1993          |
| 55           | 55        | Dime Enough for Luck                                          | Jak je důležité míti kliku Desetník pro štěstí                                                         | Terence Harrison         | námět: Jymn Magon, Bruce Talkington a Mark Zaslove scénář: Diane Duane         | 4. prosince 1987   | 1993          |
| 56           | 56        | Duck in the Iron Mask                                         | Kačer se železnou maskou                                                                               | David Block              | Don Glut                                                                       | 7. prosince 1987   | 1993          |
| 57           | 57        | The Uncrashable Hindentanic                                   | Neztroskotatelný Hindentanic                                                                           | David Block              | Ken Koonce a David Weimers                                                     | 8. prosince 1987   | 1993          |
| 58           | 58        | The Status Seekers                                            | Příběh z lepší společnosti Lovci uznání                                                                | Terence Harrison         | námět: Carl Barks scénář: Jymn Magon                                           | 9. prosince 1987   | 1993          |
| 59           | 59        | Nothing to Fear                                               | Mít pro strach uděláno Žádný strach                                                                    | David Block              | Richard Merwin, Patsy Cameron a Tedd Anasti                                    | 14. prosince 1987  | 1993          |
| 60           | 60        | Dr. Jekyll & Mr. McDuck                                       | Dr. Jekyll a pan Kačer Doktor Jekyll a pan Skrblík                                                     | Terence Harrison         | Margaret Osborne a Michael Keyes                                               | 23. prosince 1987  | 1993          |
| 61           | 61        | Once Upon A Dime                                              | Skrblíkův první desetník Byl jednou jeden desetník                                                     | David Block              | námět: Richard Esckilsen scénář: Ken Koonce a David Weimers                    | 24. prosince 1987  | 1993          |
| 62           | 62        | Spies in Their Eyes                                           | Špionem proti svojí vůli Špionské oči                                                                  | David Block              | Sharman DiVono a Bruce Reid Schaefer                                           | 25. prosince 1987  | 1993          |
| 63           | 63        | All Ducks On Deck                                             | Všechny kachny na palubu Všichni kačeři na palubě                                                      | Terence Harrison         | námět: Patsy Cameron a Tom Naugle scénář: John Semper a Tedd Anasti            | 30. prosince 1987  | 1993          |
| 64           | 64        | Ducky Horror Picture Show                                     | Kachní horrové filmové představení Strašidelná show                                                    | Terence Harrison         | Richard Merwin, Patsy Cameron a Tedd Anasti                                    | 31. prosince 1987  | 1993          |
| 65           | 65        | Till Nephews Do Us Part                                       | Dokud nás synovci nerozdělí                                                                            | Terence Harrison         | Ken Koonce a David Weimers                                                     | 1. ledna 1988      | 1993          |

### 2. Řada (1988-1989)
| Č. v seriálu | Č. v řadě | Původní název                                        | Český název                                          | Režie                                          | Scénář                                                                               | Premiéra v USA     | Premiéra v ČR |
| ------------ | --------- | ---------------------------------------------------- | ---------------------------------------------------- | ---------------------------------------------- | ------------------------------------------------------------------------------------ | ------------------ | ------------- |
| 66           | 1         | Marking Time Time Is Money 1/5                       | Čas jsou peníze Ztracený čas                         | Bob Hathcock                                   | námět: Jymn Magon a Bruce Talkington scénář: Bruce Talkington                        | 24. listopadu 1988 | 1993          |
| 67           | 2         | The Duck Who Would Be King Time Is Money 2/5         | Kačer málem králem Kačer, který měl být králem       | Bob Hathcock a Terence Harrison                | námět: Bruce Talkington a Jymn Magon scénář: Bruce Coville, Len Uhley a Jymn Magon   | 24. listopadu 1988 | 1993          |
| 68           | 3         | Bubba Trubba Time Is Money 3/5                       | Problém jménem Bobo Potíže s Bubou                   | Bob Hathcock, James T. Walker a Jamie Mitchell | námět: Jymn Magon a Bruce Talkington scénář: Len Uhley                               | 24. listopadu 1988 | 1993          |
| 69           | 4         | Ducks on the Lam Time Is Money 4/5                   | Kačeři na útěku                                      | James T. Walker                                | námět: Bruce Talkington a Jymn Magon scénář: Len Uhley a Jymn Magon                  | 24. listopadu 1988 | 1993          |
| 70           | 5         | Ali Bubba's Cave Time Is Money 5/5                   | Alibobova jeskyně Alibubova jeskyně                  | James T. Walker                                | námět: Bruce Talkington a Jymn Magon scénář: Doug Hutchinson, Len Uhley a Jymn Magon | 24. listopadu 1988 | 1993          |
| 71           | 6         | Liquid Assets Super DuckTales 1/5                    | Peníze tečou Stěhování trezoru                       | James T. Walker                                | David Weimers a Ken Koonce                                                           | 26. března 1989    | 1993          |
| 72           | 7         | Frozen Assets Super DuckTales 2/5                    | Zmrazené peníze Zmrazené účty                        | James T. Walker                                | námět: David Weimers a Ken Koonce scénář: Jymn Magon                                 | 26. března 1989    | 1993          |
| 73           | 8         | Full Metal Duck Super DuckTales 3/5                  | Kačer ze železa                                      | James T. Walker                                | David Weimers a Ken Koonce                                                           | 26. března 1989    | 1993          |
| 74           | 9         | The Billionaire Beagle Boys Club Super DuckTales 4/5 | Rafani konečně miliardáři Rafanní klub milionářů     | James T. Walker                                | David Weimers a Ken Koonce                                                           | 26. března 1989    | 1993          |
| 75           | 10        | Money to Burn Super DuckTales 5/5                    | Brána nebeská penězům otevřená Peníze na rozhazování | James T. Walker                                | David Weimers a Ken Koonce                                                           | 26. března 1989    | 1993          |

### 3. Řada (1989-1990)
| Č. v seriálu | Č. v řadě | Původní název                      | Český název                                   | Režie                            | Scénář                                                                     | Premiéra v USA     | Premiéra v ČR |
| ------------ | --------- | ---------------------------------- | --------------------------------------------- | -------------------------------- | -------------------------------------------------------------------------- | ------------------ | ------------- |
| 76           | 1         | The Land of Trala La               | V zemi Trala La                               | James T. Walker                  | námět: Carl Barks scénář: Doug Hutchinson                                  | 18. září 1989      | 1993          |
| 77           | 2         | Allowance Day                      | Výplatní termín Ztracený den                  | James T. Walker                  | námět: Alan Burnett scénář: David Weimers, Ken Koonce a Alan Burnett       | 19. září 1989      | 1993          |
| 78           | 3         | Bubbeo and Juliet                  | Bobeo a Julie Bubel a Julie                   | James T. Walker                  | námět: Evelyn Gabai scénář: Doug Hutchinson                                | 20. září 1989      | 1993          |
| 79           | 4         | The Good Muddahs                   | Mámy k pohledání Hodné maminky                | James T. Walker                  | David Weimers a Ken Koonce                                                 | 21. září 1989      | 1993          |
| 80           | 5         | My Mother the Psychic              | Moje matka je senzibilka Moje jasnozřivá máma | James T. Walker                  | Alan Burnett                                                               | 22. září 1989      | 1993          |
| 81           | 6         | Metal Attraction                   | Plechová přitažlivost                         | James T. Walker                  | námět: Cliff MacGillivray scénář: Alan Burnett, David Weimers a Ken Koonce | 2. listopadu 1989  | 1993          |
| 82           | 7         | Dough Ray Me                       | Prší prachy Lavina peněz                      | James T. Walker                  | námět: Brooks Wachtel scénář: Gordon Bressack                              | 3. listopadu 1989  | 1993          |
| 83           | 8         | Bubba's Big Brainstorm             | Bobova mozková bouře Genius Buba              | James T. Walker                  | námět: Evelyn Gabai a Mark Seidenberg scénář: Mark Seidenberg              | 6. listopadu 1989  | 1993          |
| 84           | 9         | The Big Flub                       | Velká bublina Velký propadák                  | James T. Walker                  | David Weimers a Ken Koonce                                                 | 7. listopadu 1989  | 1993          |
| 85           | 10        | A Case of Mistaken Secret Identity | Zmýlená neplatí Zamotaný případ druhého já    | James T. Walker                  | Alan Burnett                                                               | 8. listopadu 1989  | 1993          |
| 86           | 11        | Blue Collar Scrooge                | Skrblík dělníkem Skrblík v montérkách         | James T. Walker a Jamie Mitchell | David Weimers a Sam Locke                                                  | 9. listopadu 1989  | 1993          |
| 87           | 12        | Beaglemania                        | Rafanománie Rafanní mánie                     | James T. Walker                  | Mark Seidenberg                                                            | 10. listopadu 1989 | 1993          |
| 88           | 13        | Yuppy Ducks                        | Když pokladna je prázdná do dna Podnikatelé   | James T. Walker a Jamie Mitchell | David Weimers a Ken Koonce                                                 | 13. listopadu 1989 | 1993          |
| 89           | 14        | The Bride Wore Stripes             | Pruhovaná nevěsta Nevěsta v pruhovaném        | Jamie Mitchell                   | námět: David Weimers a Ken Koonce scénář: George Atkins                    | 14. listopadu 1989 | 1993          |
| 90           | 15        | The Unbreakable Bin                | Nezničitelná pokladnice Nerozbitný trezor     | James T. Walker                  | námět: Carl Barks scénář: Alan Burnett                                     | 15. listopadu 1989 | 1993          |
| 91           | 16        | Attack of the Fifty-Foot Webby     | Útok patnáctimetrové Kačky Útok obří Kačky    | James T. Walker a Jamie Mitchell | námět: Alan Burnett a Mark Seidenberg scénář: Mark Seidenberg              | 16. listopadu 1989 | 1993          |
| 92           | 17        | The Masked Mallard                 | Maskovaný divokačer Tajemný kačer             | James T. Walker a Jamie Mitchell | Len Uhley                                                                  | 17. listopadu 1989 | 1994          |
| 93           | 18        | A DuckTales Valentine              | Svátek svatého Valentýna Kačerovský Valentýn  | Mircea Mantta                    | Len Uhley                                                                  | 11. února 1990     | 1994          |

### 4. Řada (1990)
| Č. v seriálu | Č. v řadě | Původní název               | Český název                           | Režie                         | Scénář                                                                | Premiéra v USA     | Premiéra v ČR |
| ------------ | --------- | --------------------------- | ------------------------------------- | ----------------------------- | --------------------------------------------------------------------- | ------------------ | ------------- |
| 94           | 1         | Ducky Mountain High         | Vysoko v Kačeřích horách              | James T. Walker               | Rich Fogel, David Weimers a Ken Koonce                                | 10. září 1990      | 1994          |
| 95           | 2         | Attack of the Metal Mites   | Útok kovových roztočů Kovomorky útočí | Rick Leon                     | Jeffrey Scott                                                         | 18. září 1990      | 1994          |
| 96           | 3         | The Duck Who Knew Too Much  | Kačer, který věděl příliš mnoho       | Terence Harrison              | Doug Hutchinson                                                       | 26. září 1990      | 1994          |
| 97           | 4         | New Gizmo-Kids on the Block | Roboděti v akci Nastupují roboděti    | Rick Leon                     | Jeffrey Scott                                                         | 5. listopadu 1990  | 1994          |
| 98           | 5         | Scrooge's Last Adventure    | Skrblíkovo poslední dobrodružství     | Jeff Hall a Richard Trueblood | David Weimers a Ken Koonce                                            | 17. listopadu 1990 | 1994          |
| 99           | 6         | The Golden Goose: Part 1    | Zlatá husa, 1. část                   | Rick Leon                     | námět: Ken Koonce, David Weimers a Alan Burnett scénář: Jeffrey Scott | 27. listopadu 1990 | 1994          |
| 100          | 7         | The Golden Goose: Part 2    | Zlatá husa, 2. část                   | Rick Leon                     | námět: Ken Koonce, David Weimers a Alan Burnett scénář: Jeffrey Scott | 28. listopadu 1990 | 1994          |